# Nelson Sato
Nelson Akira Sato é um empresário nipo-brasileiro, presidente da distribuidora de audiovisual Sato Company.

## Carreira
Ele é o responsável pela vinda do tokusatsu Cybercop ao Brasil, no começo da década de 1990. Por intermédio de sua empresa, trabalhou com séries como Ultraman, Topo Gigio, Samurai Warriors e Super Human Samurai no mercado brasileiro. Também lançou os DVDs de National Kid e foi o narrador do Cybercop.
Em 2006 introduziu a o anime japonês Lets & Go à rede de televisão SBT, e no ano seguinte Naruto na Cartoon Network. Atua no mercado de licenciamentos, lançando diversos produtos destas séries, como Dr. Hollywood e Ryukendo. Entre 2014 e 2015 começou a licenciar os animes (desenhos animados) e os tokusatsus (filmes de ação e séries de ação) na Netflix e o anime (desenho animado) japonês   Hello Kitty no Boomerang.